# Grand Prix van Buenos Aires II 1948
De Grand Prix van Buenos Aires II 1948 was een autorace die werd gehouden op 14 februari 1948 op Palermo in de Argentijnse hoofdstad Buenos Aires.

## Uitslag
| Positie | Rijder                 | Team          | Ronden | Tijd/Opgave     | Startplaats |
| ------- | ---------------------- | ------------- | ------ | --------------- | ----------- |
| 1       | Luigi Villoresi        | Maserati      | 50     | 2:15:16.5       | 1           |
| 2       | Oscar Alfredo Gálvez   | Alfa Romeo    | 50     | +39.3           | 2           |
| 3       | "Raph"                 | Maserati      | 48     | +2 ronden       | 15          |
| 4       | Pablo Pessatti         | Alfa Romeo    | 47     | +3 ronden       | 10          |
| 5       | Carlos Fortunati Firpo | Maserati      | 47     | +3 ronden       | 11          |
| 6       | Benedicto Campos       | Maserati      | 45     | +5 ronden       | 8           |
| 7       | Victorio Rosa          | Maserati      | 41     | +9 ronden       | 13          |
| NF      | Juan Manuel Fangio     | Simca-Gordini | 40     |                 | 7           |
| NF      | Achille Varzi          | Alfa Romeo    | 37     | Elektrisch      | 4           |
| NF      | Adriano Malusardi      | Alfa Romeo    |        |                 | 12          |
| NF      | Andres Fernández       | Maserati      |        |                 | 14          |
| NF      | Eitel Cantoni          | Maserati      |        | Brand           | 16          |
| NF      | Chico Landi            | Alfa Romeo    |        |                 | 6           |
| NF      | Giuseppe Farina        | Maserati      |        | Benzinetank     | 3           |
| NF      | Italo Bizio            | Alfa Romeo    |        |                 | 9           |
| NF      | Pascual Puopolo        | Maserati      |        | Ongeluk         | 5           |
| NS      | Gabriele Besana        | Ferrari       |        |                 |             |
| NS      | Jean-Pierre Wimille    | Simca-Gordini |        | Niet verschenen |             |